# 山鹿秀遠
山鹿 秀遠（やまが ひでとお、生没年未詳）は、平安時代末期の武将。筑前国遠賀郡山鹿の豪族。通称は兵藤次。

## 略伝
父は菊池氏4代の菊池経宗の弟である菊池経遠とされる。
『菊池系図』によると、大宰権帥藤原隆家の子政則が父と共に大宰府に下向し、鎮西の兵頭の宣旨を受けて兵藤と号した。その子則隆は肥後国菊池に下って領主となり、菊池を称した。秀遠はその子孫・経遠の子とするが、『尊卑分脈』で隆家の子に政則の名は見られない。
『平家物語』「大宰府落」で、都を追われた平氏一門が九州へ逃れて来ると、平家から源氏方に転じた緒方惟栄に追い払らわれ、平家の家人であった秀遠と原田種直が軍勢を率いて迎えに参じたが、両者の不和のため、種直は引き返している。秀遠に伴われた平氏一門は一時秀遠の山鹿城に立て籠もったが、敵が攻めてくるとの知らせで再び海上へ逃れた。
『平家物語』では秀遠は九州第一の精兵とされ、壇ノ浦の戦いで平家方の大将軍として軍船を率いて奮戦した。
戦後、所領は没官となった（『吾妻鏡』文治元年12月6日条）。

## 伝承
山鹿秀遠は壇ノ浦の敗戦後、熊野のほうに落ち延び越後国三島郡小千谷片貝村に移住して、名字を山賀と改名したとも言う。17代後の山鹿素行との縁戚関係があるという説がある。
さらには山鹿流を継承した弘前藩の山鹿政実・政方・高補（素水）、山鹿流で築城された平戸城の聖学・古学門下、吉良義央の息子・上杉綱憲には素行の真筆による山鹿家秘伝の書が伝えられ、吉田松陰や頼三樹三郎といった勤皇思想家が興譲館を訪れている。その松陰が思想的に影響を与えた乃木希典との関係まで及ぶとも言われる。

## 画像集

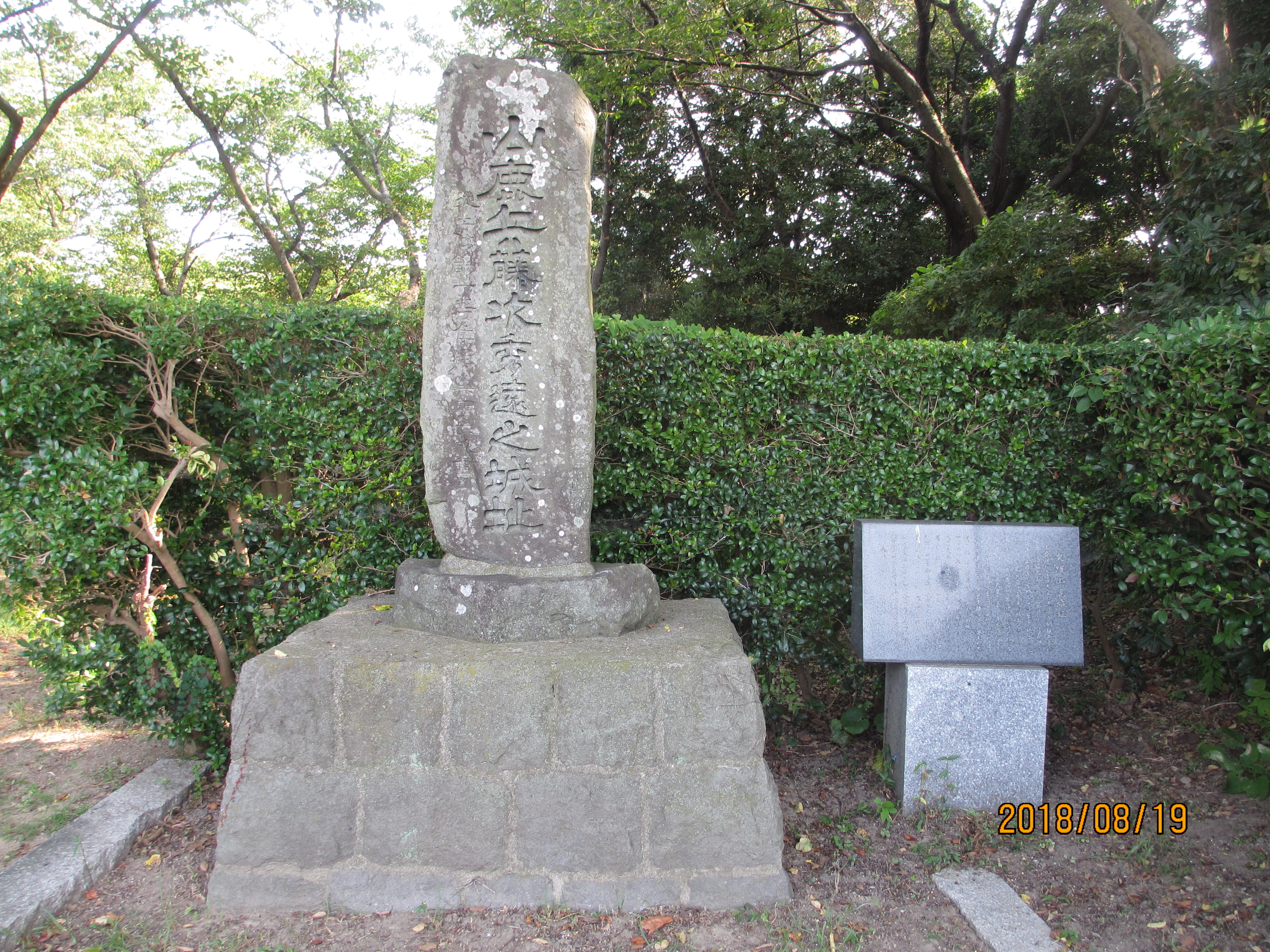
山鹿兵藤次秀遠城址（福岡県遠賀郡芦屋町JR折尾駅からバス芦屋橋）
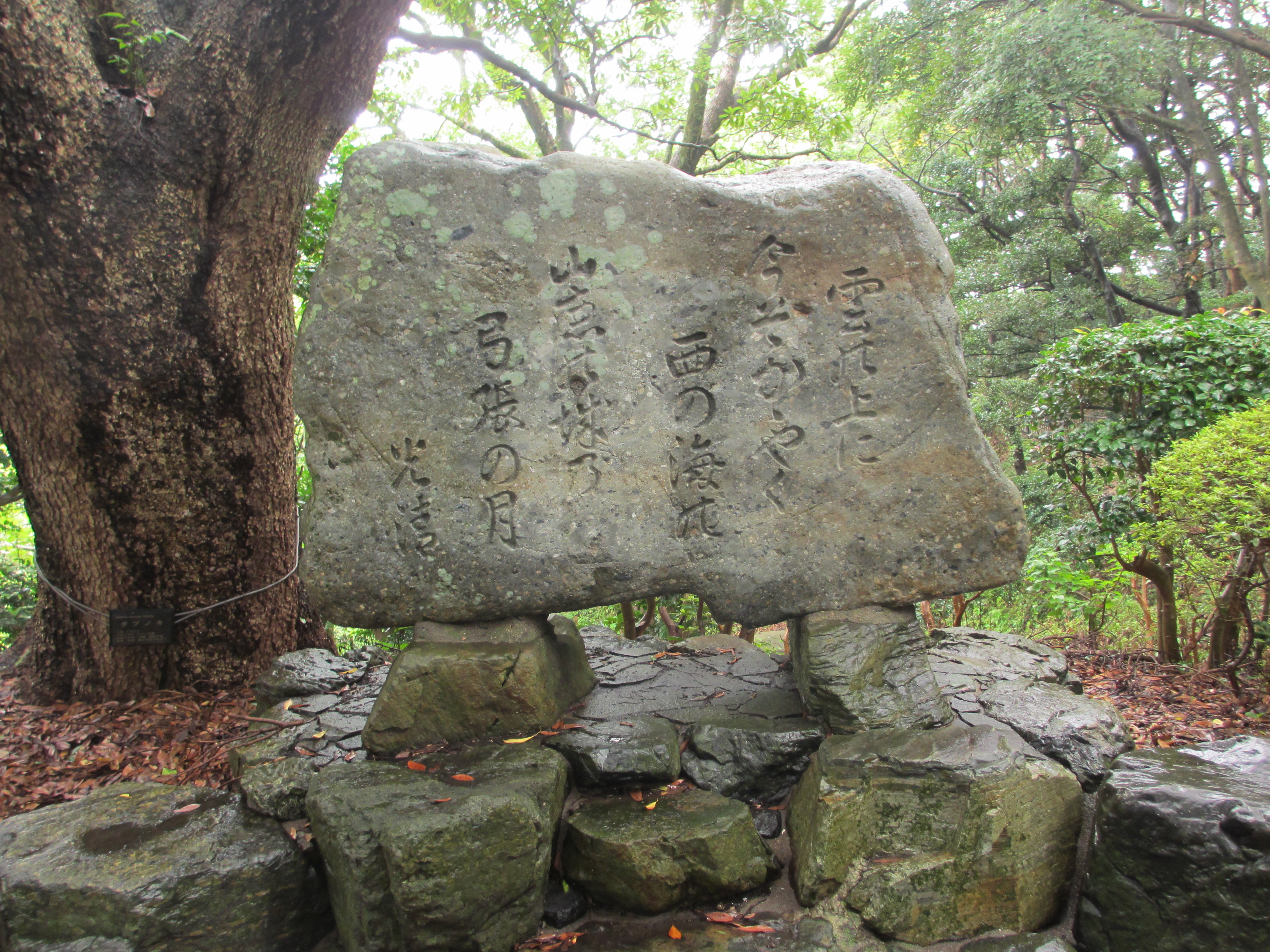
秋山光清の歌碑（郷土歴史家秋山光清氏の歌碑。案内図に記述あり）
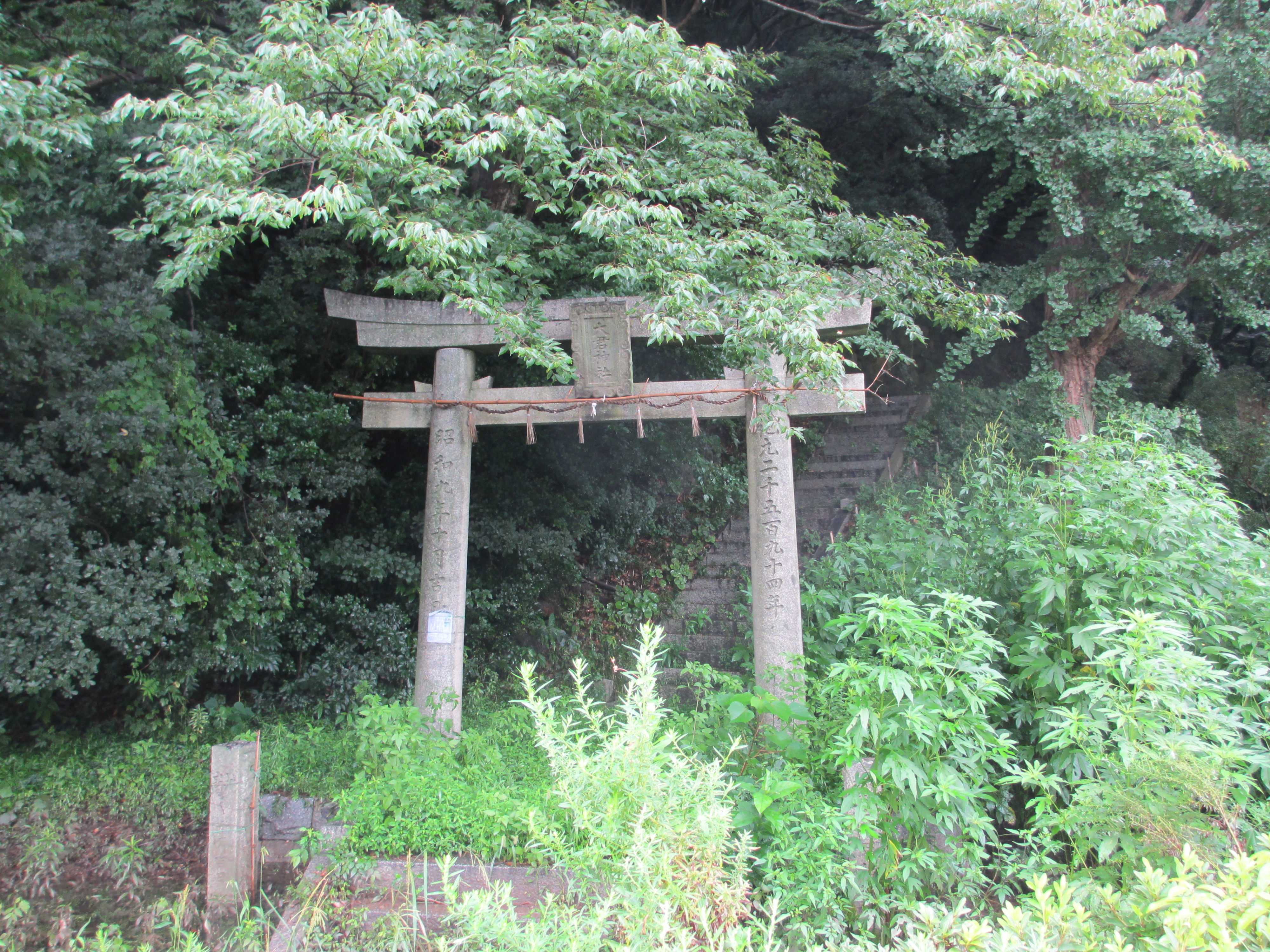
大君神社（山鹿城址から遠賀川を逆登り大君交差点山の方へ安徳天皇一時御逗留）
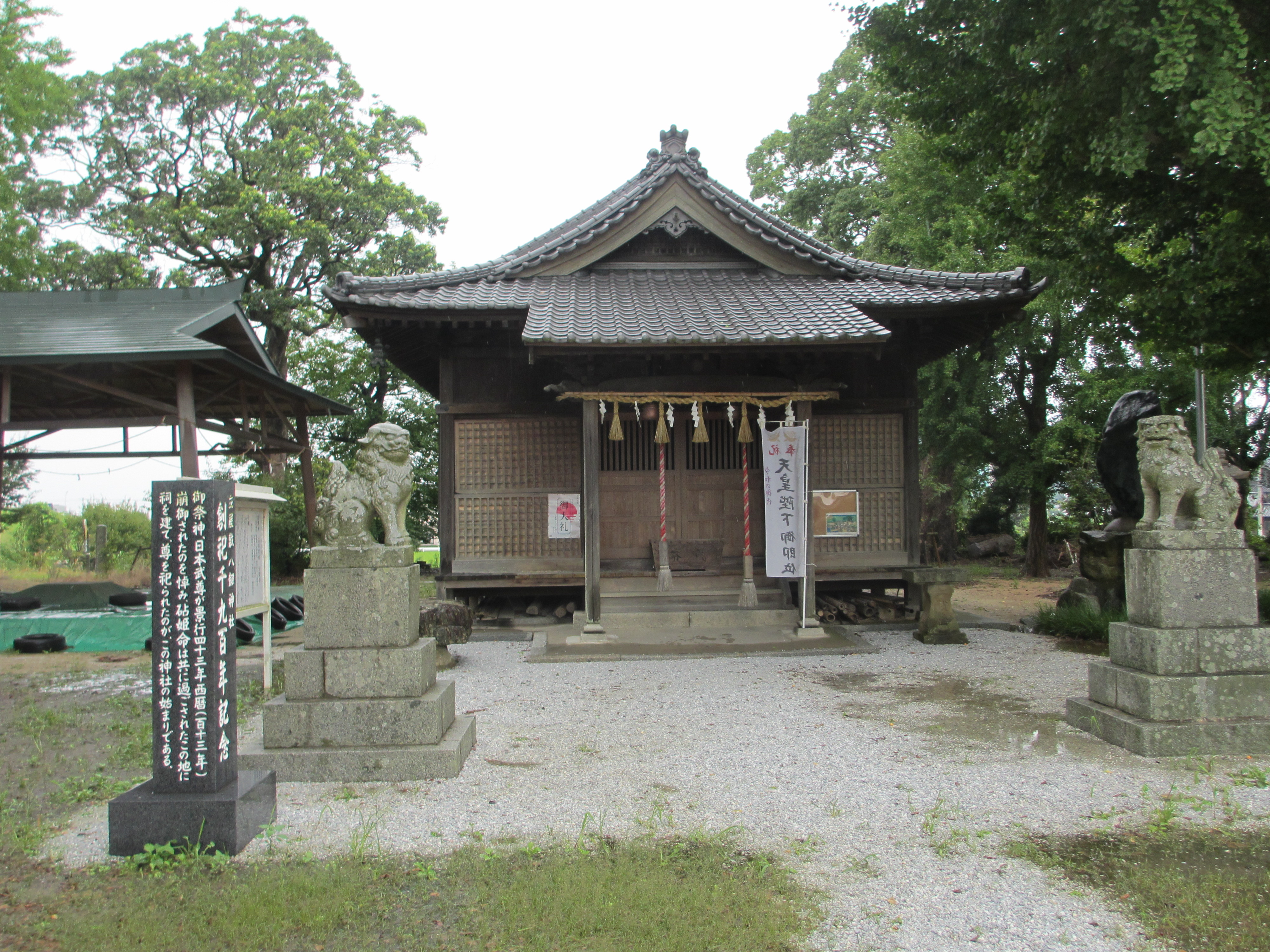
八剱神社本殿（水巻駅遠賀川73号線沿い、山鹿秀遠公壇ノ浦前戦勝祈願狛犬奉納）
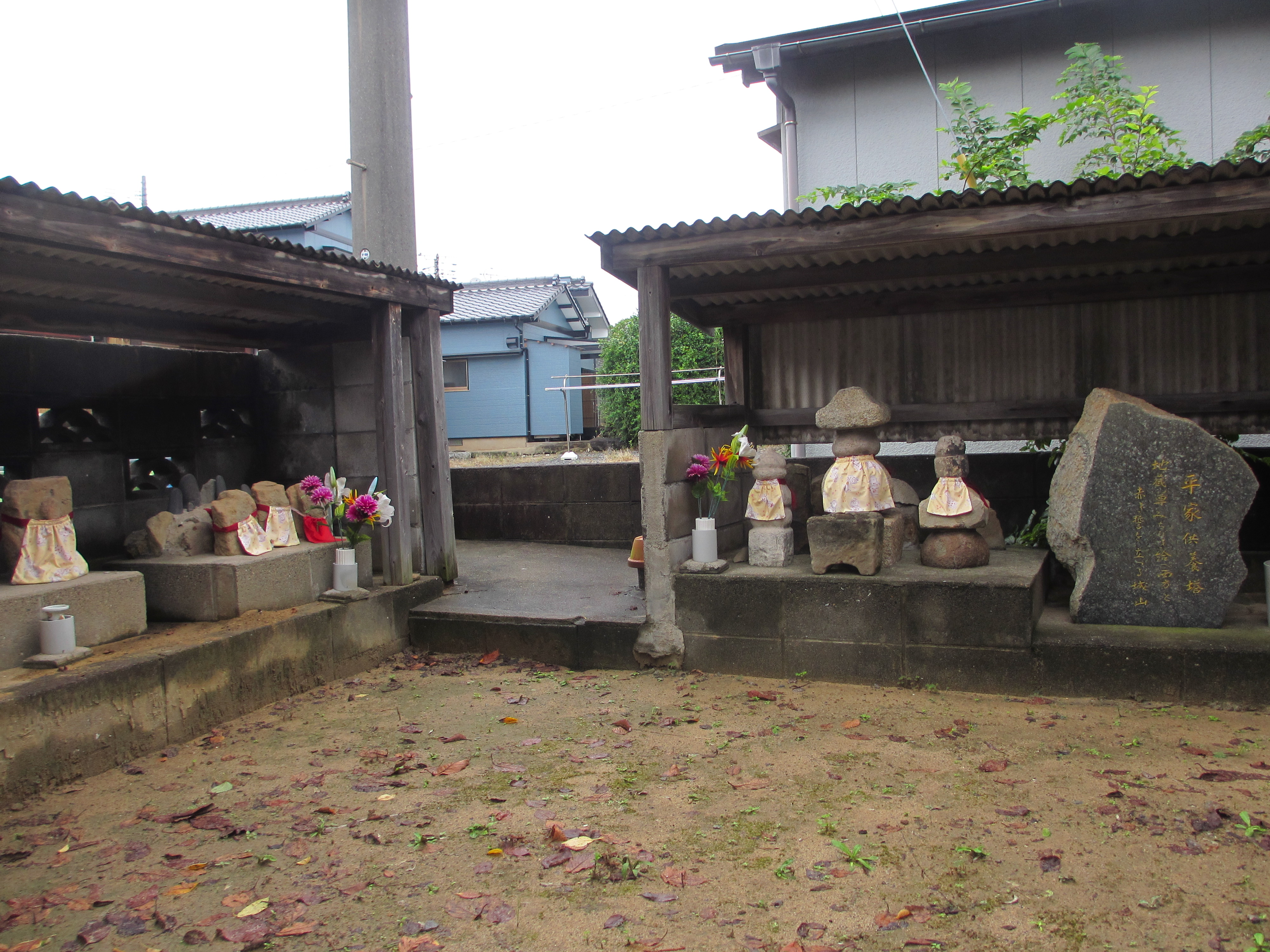
平家供養塔（山鹿城址495号線向かい山鹿バス停裏地蔵尊隣）
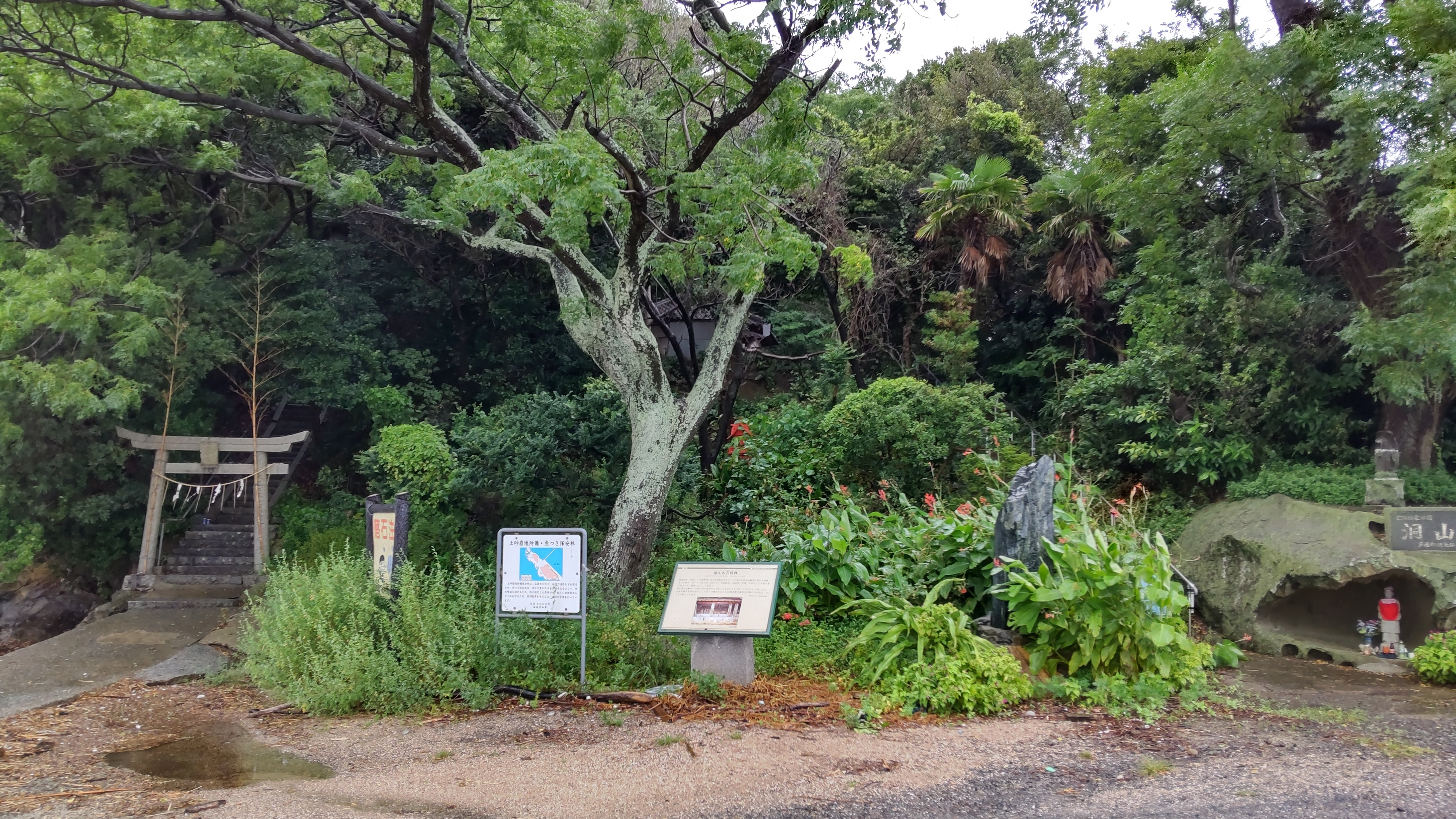
堂山の石塔群入口説明板蛭子宮鳥居（福岡県遠賀郡芦屋町山鹿）
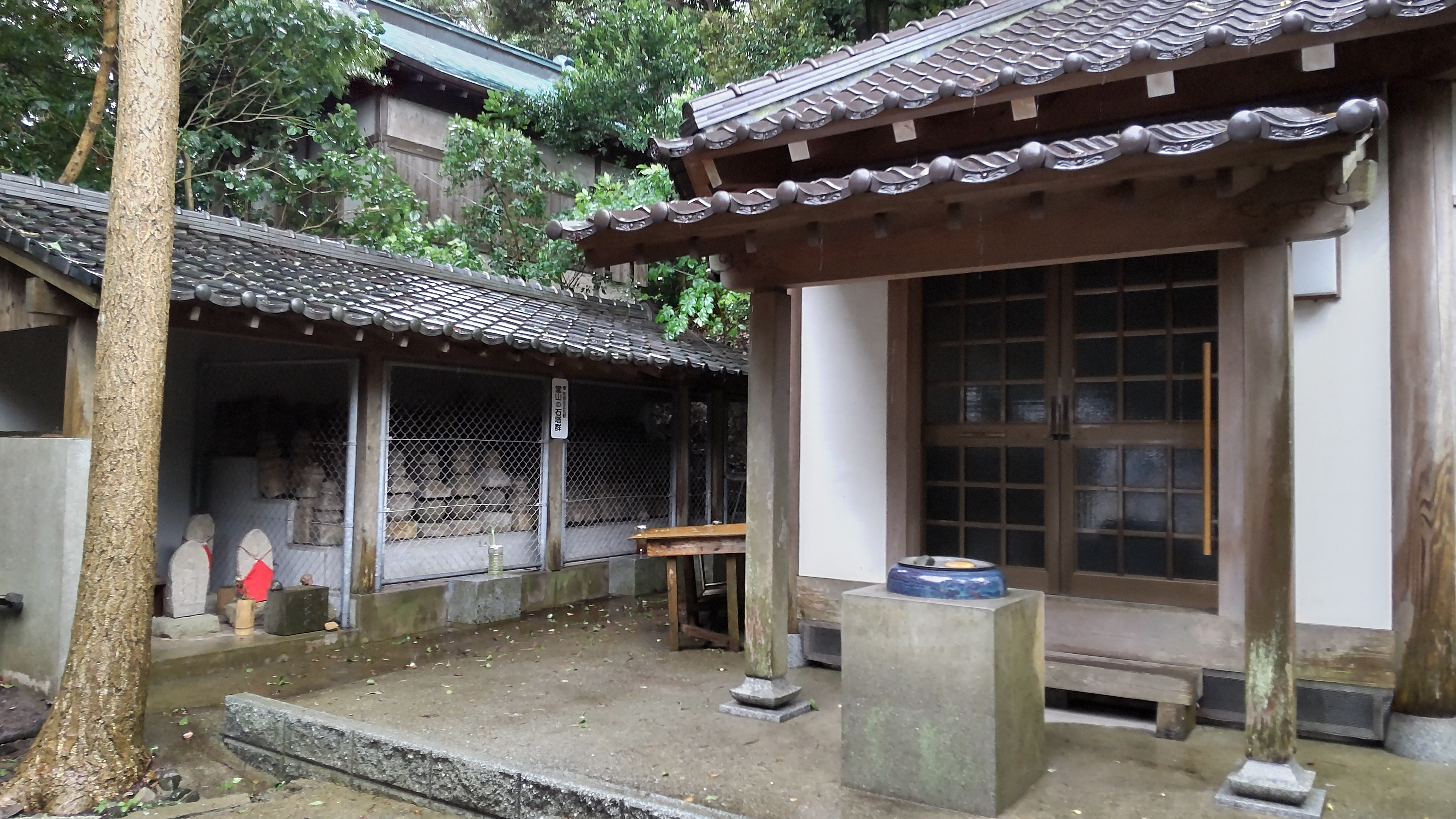
堂山の石塔群手前（芦屋町）（平家一門の追悼か山鹿水軍の供養のため造立説有）
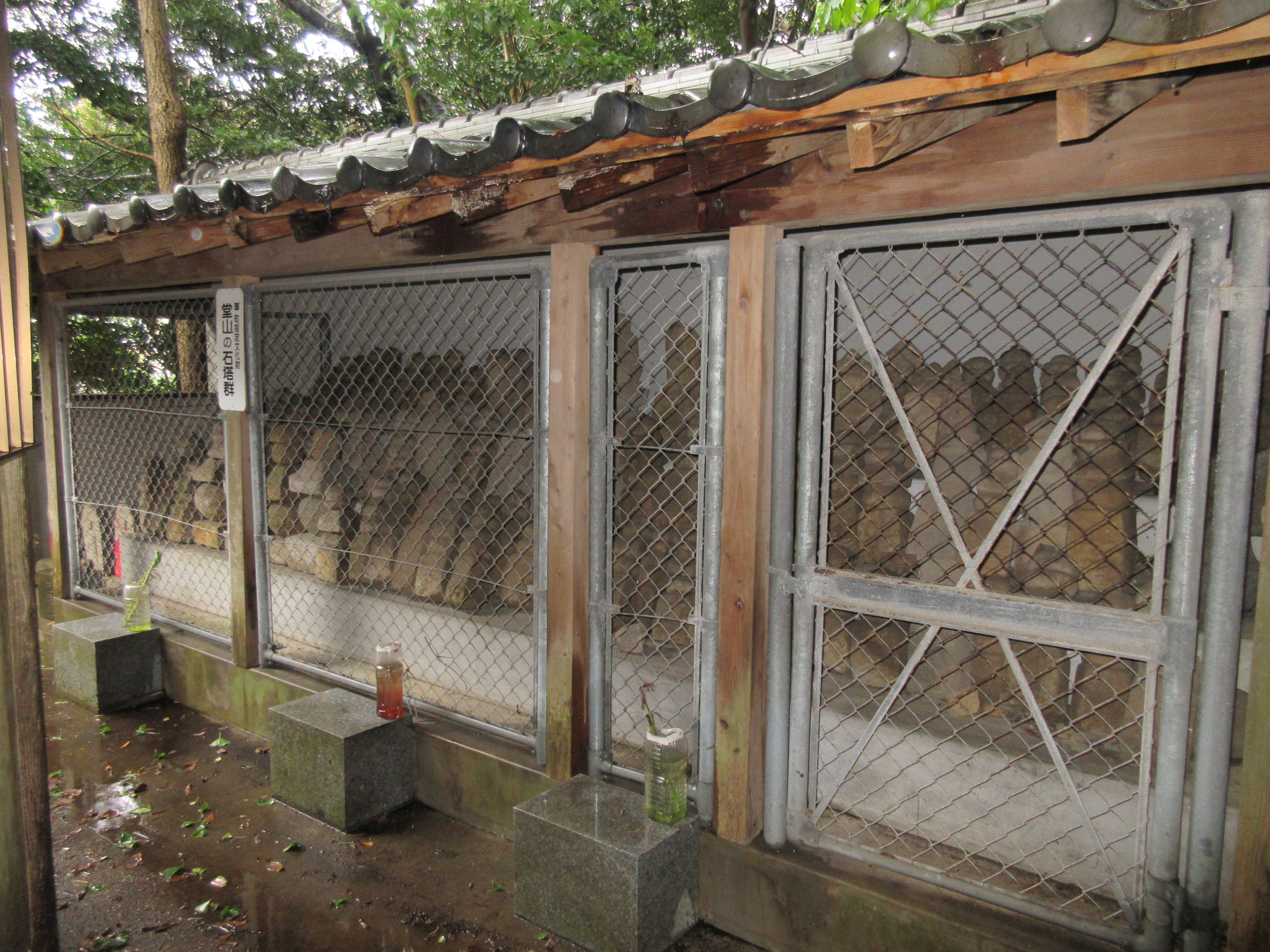
堂山の石塔群奥（芦屋町）（五輪塔、板碑、石仏など三百数十基出土、材質は石灰岩）